# George Van Tassel
George Van Tassel (* 12. März 1910 in Jefferson, Ohio; † 9. Februar 1978 in Santa Ana, Kalifornien) war ein US-amerikanischer Mechaniker, Pilot, Ufologe und Autor.

## Leben
Van Tassel begann 1927 als Mechaniker zu arbeiten und war bis 1941 bei der Douglas Aircraft Company  beschäftigt. Von 1941 bis 1943 war er Fluglehrer bei Howard Hughes. Von 1943 bis 1947 arbeitete er als Flugsicherheitsinspektor bei Lockheed.
1947 pachtete in der Mojave-Wüste den Giant Rock Airport in der Nähe von Yucca Valley, Kalifornien, und betrieb diesen später als Eigentümer bis Anfang der 1970er Jahre. Gleichzeitig wandte er sich der Esoterik zu.

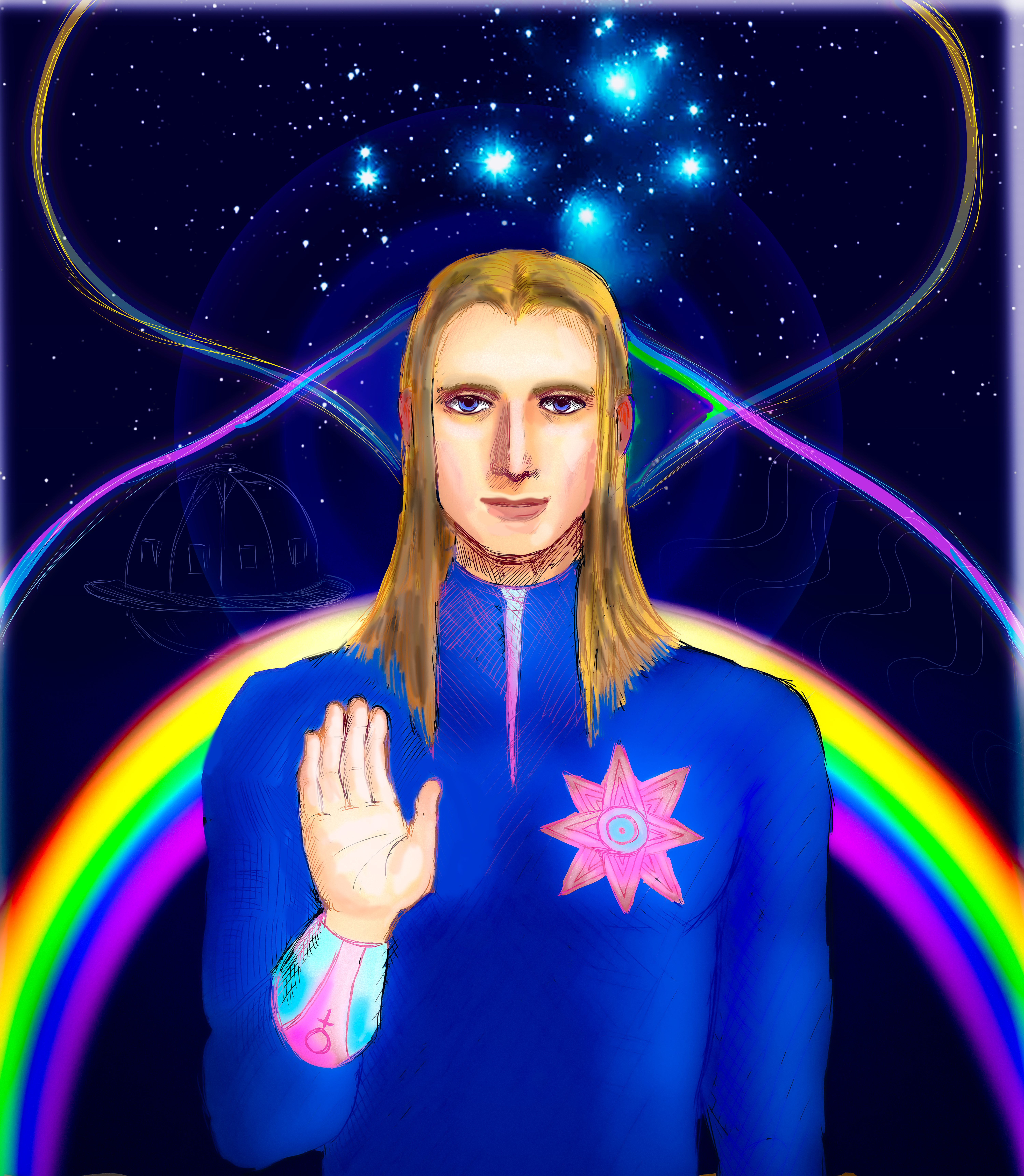
This is a 2024 artist's imagining of supposed extraterrestial Ashtar Sheran. This was painted digitally in Photoshop by Avital Shtapura. It incorporates symbols including

1952, zur Zeit der UFO-Sichtungswelle über Washington, D.C. (1952 Washington, D.C. UFO incident), behauptete Van Tassel, Stimmen von Außerirdischen zu hören. Kommandant der Außerirdischen sei Ashtar vom (bis heute der Astronomie nicht bekannten) Planeten Shanchea. Die Außerirdischen warnten vor dem Gebrauch der Atomenergie; die bisher auf der Erde gesichteten Fliegenden Untertassen seien eine Warnung vor dem Gebrauch der Wasserstoffbombe.
1952 publizierte er „I rode a Flying Saucer: The Mystery of the Flying Saucers Revealed“ (Los Angeles, New Age). 1953 gründete er ein College, das Ministry of Universal Wisdom und blieb dessen Direktor bis zu seinem Tod 1978. 1958 veröffentlichte er „The Council of Seven Lights“ (Los Angeles, De Voss and Company).  Er publizierte die Zeitschrift Proceedings als Hausorgan des College und trat in Fernsehsendungen auf, so auch 1966 in der CBS-Reports-Episode UFO: Friend, Foe or Fantasy, die von Walter Cronkite moderiert wurde und in der auch  Donald Menzel, J. Allen Hynek, Donald E. Keyhoe und Carl Sagan auftraten.

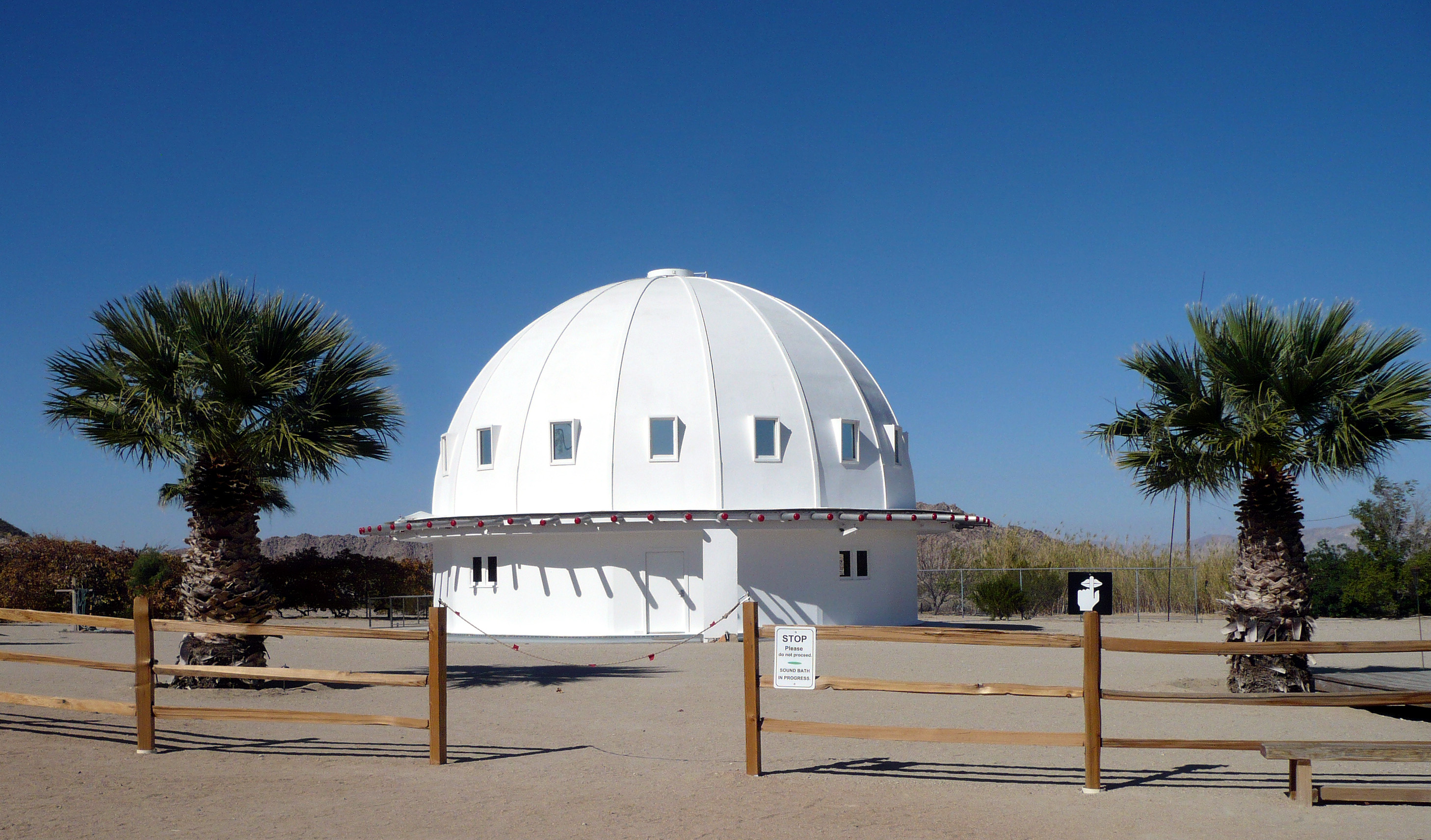
Integratron-2

Aufgrund eines angeblichen Kontakts zu einem Außerirdischen namens Solganda begann Van Tassel 1957 mit dem Bau des Integratron. Diese Maschine sollte in der Lage sein, den Alterungsprozess umzukehren, die Schwerkraft aufzuheben und Zeitreisen zu ermöglichen. Die Konstruktion wurde nie beendet. Sie kann jedoch bis heute (2025) in Landers, San Bernardino County, besichtigt werden und ist im National Register of Historic Places eingetragen. Von 1954 bis 1977 wurde von Van Tassel in Giant Rock jährlich das „Interplanetarische Weltraum-Treffen“ (Interplanetary Space Convention) organisiert.